# عبد الله المرزوقي (لاعب كرة قدم بحريني)
عبد الله عبد الرحمن المرزوقي (12 ديسمبر 1980) لاعب كرة قدم بحريني يلعب حاليا لصالح نادي الدرجة الأولى الرفاع الشرقي البحريني في مركز قلب الدفاع من 2015 كما يجيد اللعب في مركزي الظهير الأيمن والوسط المدافع.

## الإنجازات

### الرفاع
- الدوري البحريني الممتاز (3): 2000، 2003، 2012
- كأس ملك البحرين (1): 2010
- كأس ولي العهد (3): 2002، 2003، 2004
- كأس الاتحاد البحريني (2): 2001، 2004

### الريان
- كأس أمير قطر (1): 2006

### الكويت
- الدوري الكويتي (1): 2008
- كأس الأمير (1): 2009
- كأس ولي العهد (2): 2008، 2010
- كأس الاتحاد الكويتي (1): 2010
- كأس السوبر (1): 2010
- كأس الاتحاد الآسيوي (1): 2009

### السيلية
- كأس الدرجة الثانية (1): 2011

## الأهداف الدولية
| # | التاريخ        | الملعب           | الخصم      | التسجيل | النتيجة | المنافسة                          |
| - | -------------- | ---------------- | ---------- | ------- | ------- | --------------------------------- |
|   | 21 أكتوبر 2001 | المنامة، البحرين | إيران      | 3-1     | فوز     | تصفيات كأس العالم لكرة القدم 2002 |
|   | 17 ديسمبر 2004 | الدوحة، قطر      | السعودية   | 3-0     | فوز     | كأس الخليج العربي لكرة القدم 2004 |
|   | 3 أغسطس 2005   | المنامة، البحرين | تركمانستان | 5-0     | فوز     | ودية                              |
|   | 27 أكتوبر 2005 | المنامة، البحرين | بنما       | 5-0     | فوز     | ودية                              |
|   | 12 يناير 2007  | دبي، الإمارات    | اليمن      | 4-0     | فوز     | ودية                              |
|   | 12 يناير 2007  | دبي، الإمارات    | اليمن      | 4-0     | فوز     | ودية                              |
|   | 21 يناير 2007  | أبوظبي، الإمارات | العراق     | 1-1     | تعادل   | كأس الخليج العربي لكرة القدم 2007 |

## روابط خارجية
- عبد الله المرزوقي على موقع قاعدة بيانات كرة القدم.إي يو (الإنجليزية)
- عبد الله المرزوقي على موقع ناشيونال فوتبول تيمز (الإنجليزية)